# Ian Joy
Ian Paul Joy (* 14. Juli 1981 in San Diego) ist ein ehemaliger US-amerikanischer Fußballspieler.
Bis zum Ende der Saison 2010 spielte er für die Portland Timbers in der USSF Division 2 Professional League. Im April 2011 gab er sein Karriereende bekannt und wechselte in den Medienbereich bei Real Salt Lake.

## Spielerkarriere
Der in den USA geborene Joy wuchs im schottischen Bo’ness auf und war als Jugendlicher in den Jugendakademien von Manchester United und Tranmere Rovers aktiv. Anschließend spielte er als Fußballprofi für Montrose FC, Kidderminster Harriers und Chester City. Ende 2003 wechselte er in die Major League Soccer zu der Columbus Crew, wo er aber außerhalb der Reservemannschaft nicht zum Einsatz kam.
2004 wechselte er zum Hamburger SV und spielte eine Saison für die zweite Mannschaft des Vereins. Anschließend wechselte zum FC St. Pauli in die damalige drittklassige Regionalliga Nord. Dort avancierte er zum Publikumsliebling und stieg 2006 mit der Mannschaft in die zweite Bundesliga auf.
Im Januar 2008 wechselte er erneut in die USA und hatte einen großen Anteil daran, dass Real Salt Lake zum ersten Mal in ihrer Geschichte die MLS Play-offs erreichte.
Trotz eines erfolgreichen Probetrainings bei Fortuna Düsseldorf im Januar 2009 blieb er in der Major League Soccer. In der Saison 2009 warfen ihn Verletzungen zurück und er bat um Auflösung seines Vertrags bei Real Salt Lake, um wieder nach Europa wechseln zu können. Am 16. September 2009 unterzeichnete Joy beim FC Ingolstadt 04.
Nach drei Spielen wechselte er zu den Portland Timbers, wo er zum Mannschaftskapitän während der Saison 2010 wurde. Sein Vertrag wurde nach der abgelaufenen Saison nicht verlängert.
Im April 2011 gab Joy via Twitter bekannt, dass er sich aus dem professionellen Fußballgeschäft zurückgezogen hat. Seitdem ist er oft bei dem Radiosender ESPN700 zu hören, wo er als Kommentator für Spiele von Real Salt Lake fungiert.

## Trivia
- Joy hat neben der amerikanischen Staatsbürgerschaft auch die britische, da seine Mutter aus Schottland stammt.
- Nach seinem Rücktritt beteiligte er sich an dem aus Salt Lake City stammenden Einzelhandelsunternehmen ZAGG und unterhält zwei Geschäfte in Missouri.